# Вилла Савой
Вилла Савой (Villa Savoye) — загородный дом в парижском предместье Пуасси, спроектированный Ле Корбюзье для промышленника Пьера Савой в 1929-1930 годах.

## Описание
Этот новаторский проект часто приводится теоретиками архитектуры как пример, прекрасно иллюстрирующий «пять отправных точек архитектуры» Ле Корбюзье:
- Жилое помещение поднято над уровнем почвы на ряд бетонных опор. Благодаря этому нижний ярус здания кажется естественным продолжением сада.
- Абсолютно плоская крыша, которая может использоваться как солярий, спортплощадка, бассейн либо сад.
- «Свободный план» подразумевает открытое внутреннее пространство, не загромождённое перегородками и несущими конструкциями.
- Не вертикальные, а горизонтальные окна, которые способствуют лучшему освещению и вентиляции.
- В отличие от традиционных построек, у здания «свободный фасад», членение которого не предопределено задачей переноса веса здания на несущие конструкции.

В вилле Савой чётко воплотились такие приёмы модернистской архитектуры, как лишённые декора геометрические формы, белые гладкие фасады (с которыми контрастирует полихромный интерьер), использование внутреннего каркаса. Все эти причины способствовали тому, что это здание стало своеобразным манифестом архитектуры «интернационального стиля».
Между тем, наделавшая много шума в архитектурном сообществе плоская крыша — примененная едва ли не впервые, — оказалась недостаточно герметичной, в силу несовершенства строительных технологий того времени. Довольно скоро появились протечки, и владельцы здания подали на архитектора в суд. Вилла пришла в запустение и частично разрушена во время Второй мировой войны, а в 1958 году городские власти приобрели её для размещения «дома детства». Позже здание было экспроприировано властями г. Пуасси с целью сноса, однако по счастливой случайности об этом узнал один архитектор, находящийся здесь проездом. Он направил письмо с протестом в СИАМ и благодаря поддержке архитекторов разных стран здание было спасено. Андре Мальро, бывший тогда министром культуры, принял решение внести виллу Савой в число «исторических памятников», что было беспрецедентным решением, поскольку по французским законам к историческим памятникам могут быть отнесены только произведения умерших. С 1962 года владельцем виллы является государство, и теперь она открыта для посетителей как памятник архитектуры авангарда начала XX века.
Последняя и наилучшая из всех вилл в пуристском стиле, Вилла Савой была создана для того, чтобы продемонстрировать те изобретения, которые Ле Корбюзье уже испытал и усовершенствовал в предшествующих проектах. То, что он называл «пятью отправными точками современной архитектуры» — столбы, на которые поднято здание, сад на крыше, свободный план, свободный фасад, удлинённые окна — всё это присутствует.
В январе 2008 году Вилла Савой, наряду с другими произведениями Ле Корбюзье, представлена Министерством культуры Франции и Фондом Ле Корбюзье кандидатурой в список Памятников мирового наследия ЮНЕСКО.